# Nina Dumbadze
Nina Jakovlevna Dumbadze (ryska: Думбадзе, Нина Яковлевна Думбадзе; georgiska: ნინო დუმბაძე: Nino Dumbadze), född 1919 i Odessa, död 14 april 1983 i Tbilisi, var en sovjetisk friidrottare.
Dumbadze blev olympisk bronsmedaljör i diskuskastning vid sommarspelen 1952 i Helsingfors.